# Bánhidai szlovák ház
A bánhidai szlovák ház egy helytörténeti, nemzetiségi intézmény Bánhidán, Tatabánya szlovákok által lakott részén. 2006 október 29-én adták át ezt a 19. századi iskolából átalakított épületet, nem messze a Szent Mihály-templomtól.

## Története
Az épület a 20. század hatvanas éveinek közepéig működött iskolaként, ezután a tatabányai múzeum  létesített benne iskolatörténeti kiállítást. A múzeumot az 1990-es évekbe bezárták, és az épület a megyei önkormányzat tulajdonába került. 2005-ben dr. Németh Imre és Izingné Pruzsina Rózsa kezdeményezésére - egy néprajzi, helytörténeti kiállítás létrehozásának céljával - a település önkormányzata megvásárolta az ingatlant. A Bánhidai Szlovák Önkormányzat  a helyi lakosság bevonásával felújíttatta az épületet, és múzeumot létesített. A házat 2006. október 26-án ünnepélyes keretek között nyitották meg.

## Leírása
A kiállítás két tágas helyiségben látható. Az elsőben a régi időkből származó, témakör szerinti, konyhára és szobára osztott háztartási tárgyakat helyeztek el. A paravánokon a szlovák elődök életét bemutató fényképgyűjtemény tekinthető meg. A második helyiség Hlogyik István kovács munkáit mutatja be. Az udvarban a mezőgazdaság tárgyi eszközeit ismertető fából készített pajta áll.

## Galéria

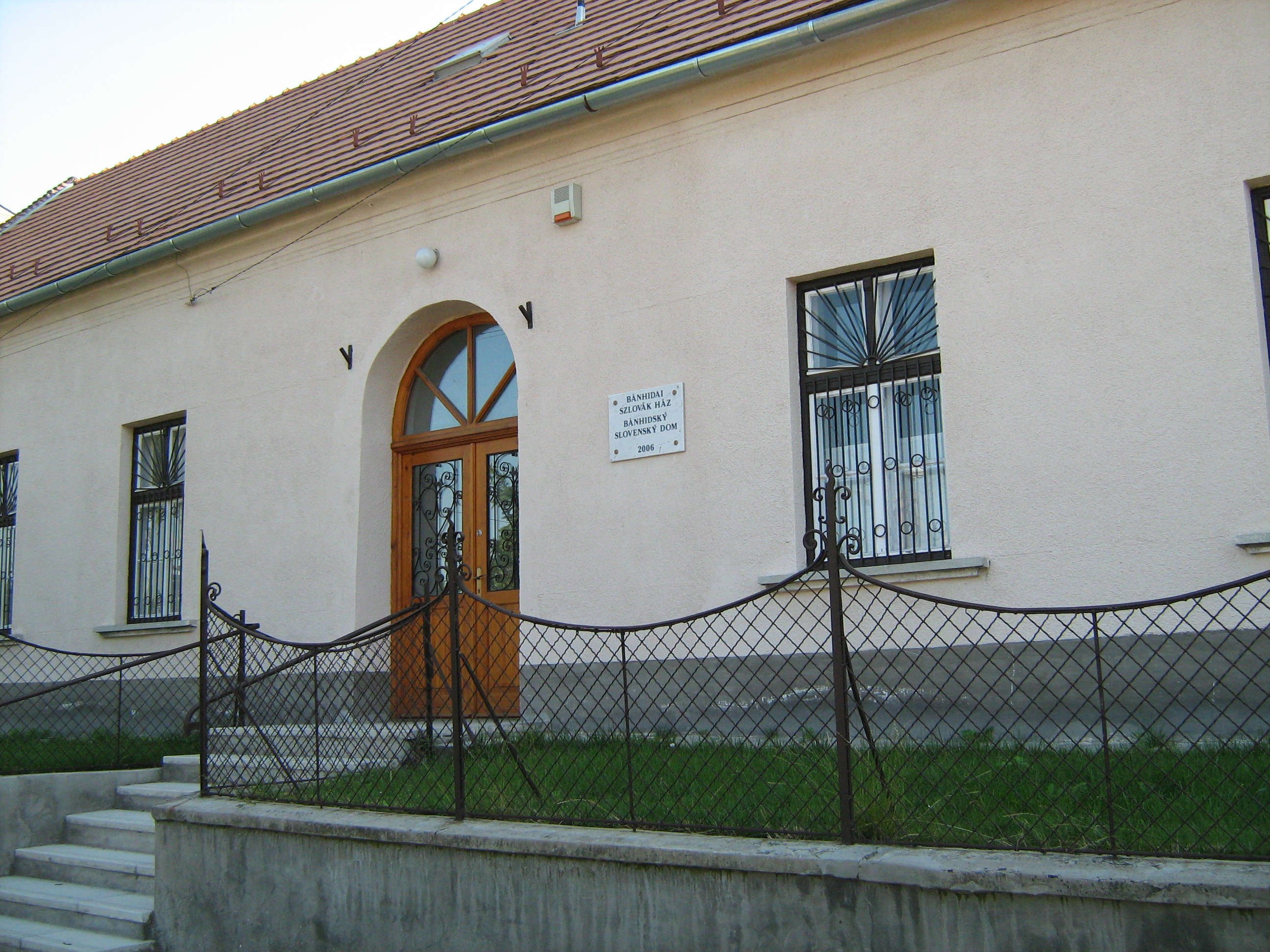
A szlovák ház bejárata
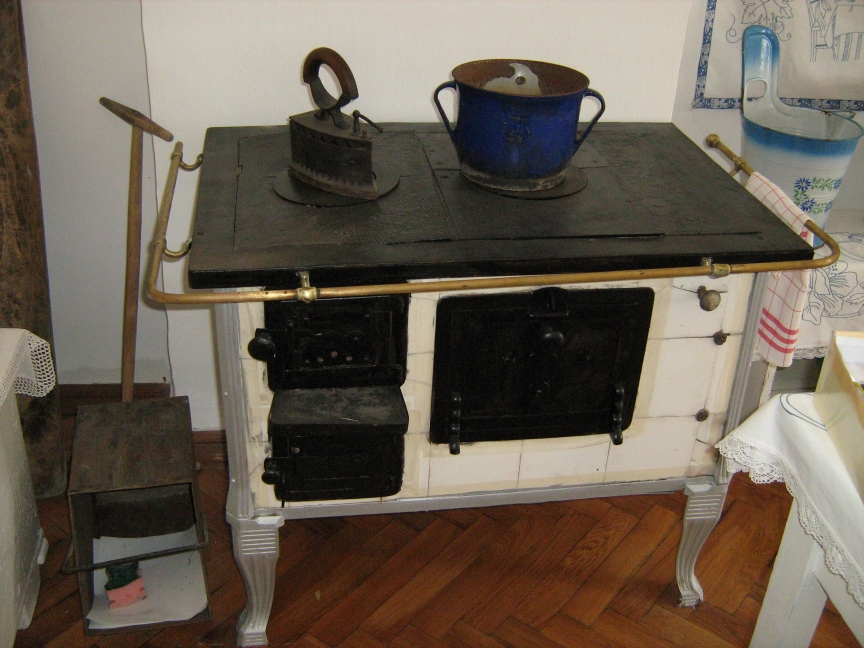
Konyha részlet
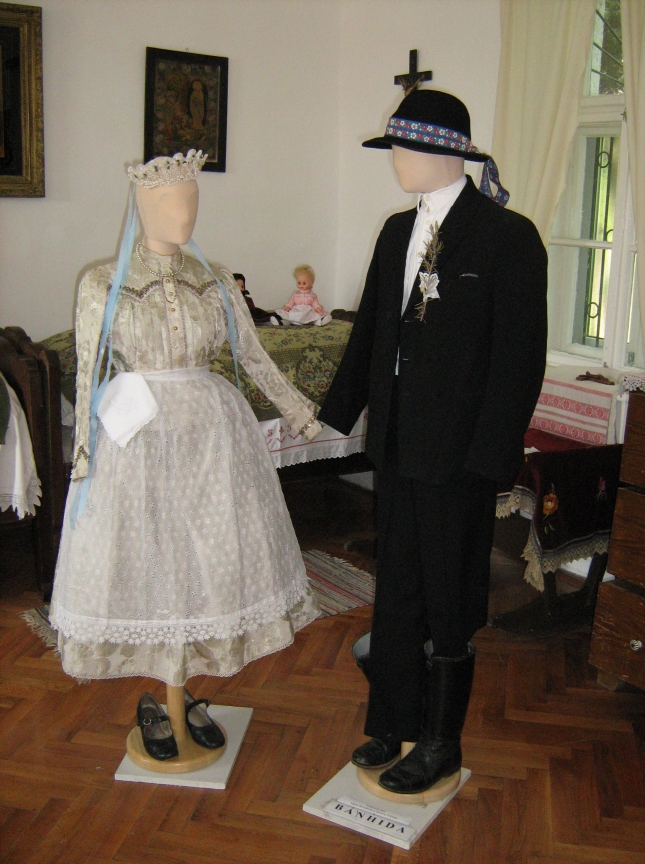
Menyasszony és vőlegény, a menyasszonyon jellegzetes főkötő a grgola
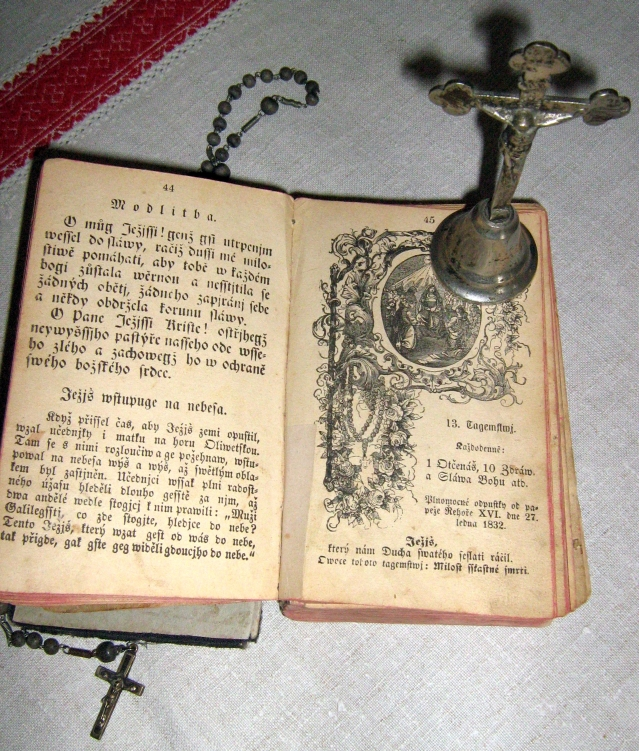
Szent sarok
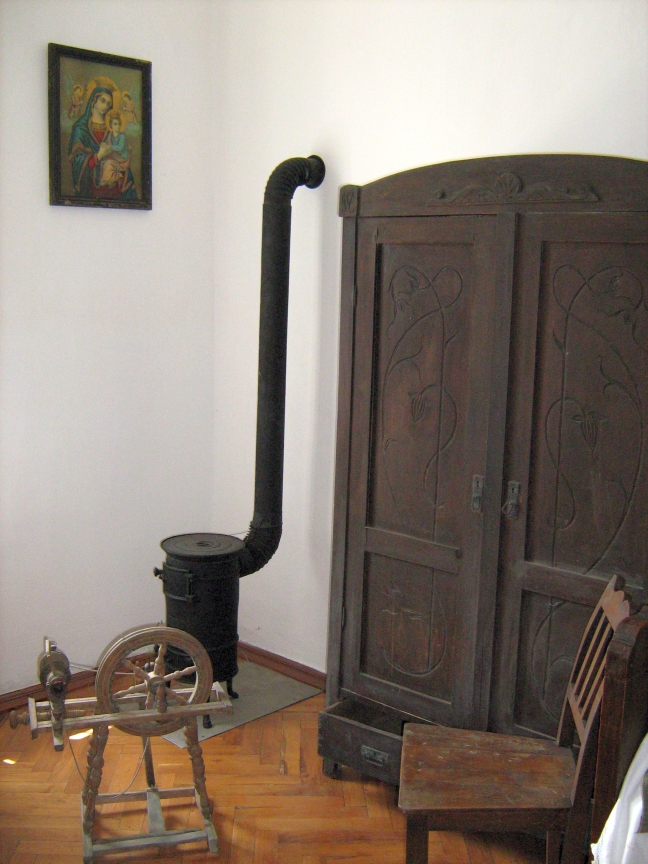
Szoba részlet rokkával (kollovrat)
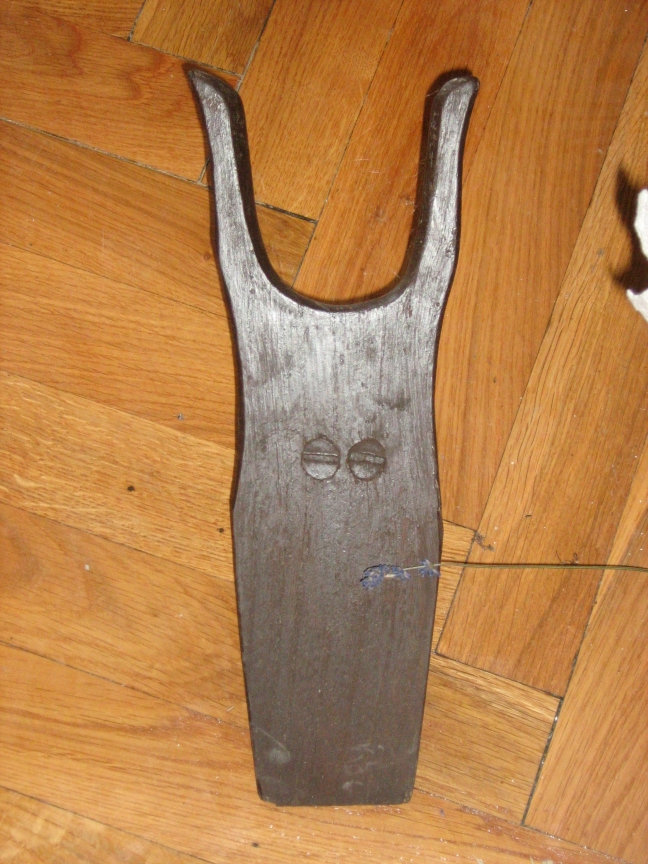

- Paholek=Csizmahúzó
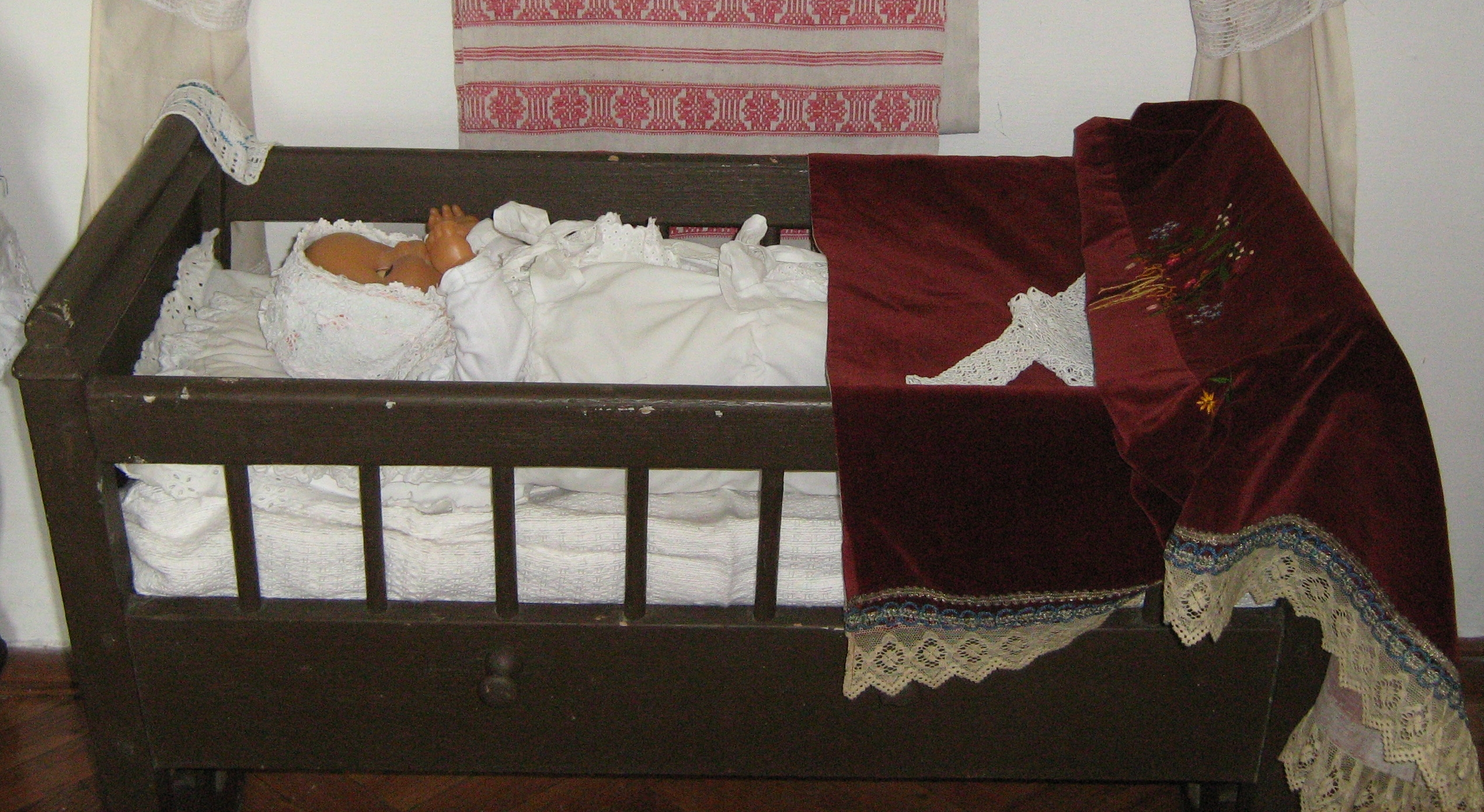
Bölcső
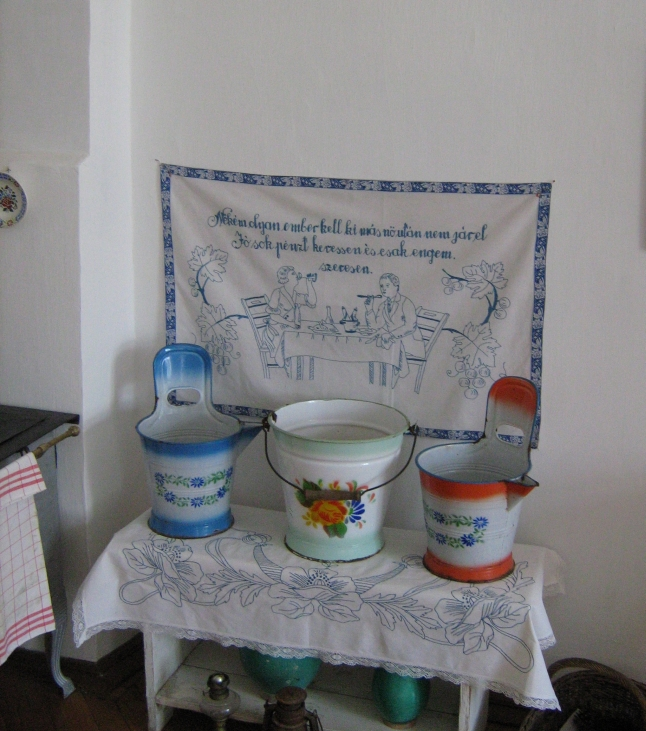
Vizespad